# Curtiss-Wright X-19
Die Curtiss-Wright X-19 war ein experimentelles US-amerikanisches VTOL-Wandelflugzeug.

## Entwicklung
Im März 1960 entwickelte die Curtiss-Wright Corporation unter der Bezeichnung X-100 den Prototyp für ein neuartiges, senkrecht startendes Transportflugzeug. Die X-100 besaß ein einzelnes Triebwerk, das zwei Kipprotoren an den Tragflächenenden antrieb; am Heck befanden sich bewegliche Abgasdüsen zur Steuerung im Langsamflug.
Aus der X-100 entwickelte Curtiss-Wright die deutlich größere X-200, von der die US Air Force zwei Exemplare als X-19A bestellte.
Die X-19 war ein Schulterdecker mit zwei hintereinander angebrachten Tragflächen von 5,94 m (vorne) bzw. 6,55 m (hinten) Spannweite. An deren Spitzen befanden sich insgesamt 4 Propeller von knapp 4 m Durchmesser. Diese konnten samt Gondel um 90 Grad nach oben gedreht werden, so dass das Flugzeug wie ein Hubschrauber starten und landen konnte. Angetrieben wurden die Propeller von zwei im Rumpf untergebrachten Avco-Lycoming-T55-L-5-Wellentriebwerken mit je 1640 kW (2230 PS).
Der Erstflug der X-19 fand im November 1963 (nach anderen Quellen am 26. Juni 1964) statt. Die Höchstgeschwindigkeit betrug 730 km/h, die Nutzlast etwa 500 kg.
Ursprünglich sollte die X-19 zu einem senkrecht startenden Transportflugzeug weiterentwickelt werden. Nach dem Absturz des ersten Prototyps am 25. August 1965 wurde das Programm jedoch eingestellt. Das zweite Exemplar (S/N 62-12198A) befindet sich seit 2007 im Besitz des National Museum of the United States Air Force in Dayton, Ohio und soll restauriert werden.
Erst mit der Bell-Boeing V-22 Osprey ging ein vergleichbares Flugzeug in Serienproduktion, das aber deutlich größer als die X-19 ist und nur über zwei Propeller verfügt, die samt Triebwerken geschwenkt werden.